# Туалет на Газетном
Туале́т на Газе́тном — самый известный общественный туалет в Ростове-на-Дону, являющийся одной из достопримечательностей города. Расположен в двухъярусном подвале дома № 46 в Газетном переулке (угол Газетного переулка и Большой Садовой улицы).

## История
Дом, в двухъярусном подвале которого расположен туалет, историки относят к середине XIX века. Строился он в несколько этапов: сначала был одноэтажным, а после двух реконструкций вырос до трёх этажей. В начале XX века этот дом был доходным: здесь находился банк, магазины, жилые квартиры.
В начале XX века в тесных помещениях этого подвала располагалось кафе «Подвал поэтов», богемное заведение с миниатюрной сценой, облюбованное местными поэтами-ничевоками. 15 августа 1920 года на сцене «Подвала поэтов» впервые в Ростове выступил «Председатель земного шара» поэт Велимир Хлебников. Чуть позже ростовский театр «Театральная мастерская» поставил там пьесу Хлебникова «Ошибка смерти» (реж. А. Надеждов). Это была первая театральная постановка в творческой биографии Хлебникова. Автор присутствовал на репетициях. На премьере подвал украшал большой портрет Хлебникова работы художника Мане Каца.
В период НЭПа за Газетным переулком укрепилась слава района «красных фонарей», где предприимчивые граждане сдавали свои комнаты проституткам целыми кварталами. После 1926 года всех проституток отловили и сослали на Соловки.
Во время оккупации Ростова-на-Дону немецкими войсками (1942—1943) в этом подвале расположилось казино, в котором немцы «играли в карты, пили, приводили женщин». Этот факт подтверждается воспоминаниями ростовчанина Ш. Чагаева.
В апреле 1945 года в данном помещении уже функционировал общественный туалет. Это был единственный общественный туалет города, лежавшего в развалинах после освобождения от немецкой оккупации. Посетив его 21 апреля 1945 года, Клементина Черчилль была удивлена царившей там чистотой и сделала комплимент Ростову-на-Дону.
С началом перестройки первый кооперативный туалет в городе был организован в туалете на Газетном.
19 сентября 1988 года в помещении кооперативного туалета «Прогресс» — бывшем «Подвале поэтов» — была проведена выставка «Провинциальный авангард» ростовского товарищества «Искусство или смерть» под руководством Авдея Тер-Оганьяна. В планы товарищества входило открытие в туалете «Прогресс» постоянно действующего культурного Центра. Билет в туалет — он же, соответственно, и на выставку — стоил 10 копеек. Экспозиция размещалась в двух залах — Голубом (мужское отделение) и Розовом (женское отделение). Выставка вызвала скандал и была вскоре закрыта под предлогом отсутствия воды в туалете. При этом разгромные рецензии на выставку были опубликованы всеми ростовскими газетами, а также — «Литературной газетой». Успели отметиться даже телевизионщики, включая «Дон-ТР» и столичную телепрограмму «Взгляд». А газета «Вечерний Ростов» даже попеняла Кировскому райисполкому за отсутствие должного контроля над деятельностью кооперативного туалета.
10 января 2010 года в мужском отделении общественного туалета на Газетном художники Наталья Дурицкая и Сергей Сапожников провели акцию «Здесь был Вова». Сыграв на абсурдном контрасте высокого (музейные таблички) и низкого (граффити «Здесь был…»), Дурицкая и Сапожников напомнили посетителям общественного туалета о многих выдающихся обитателях этого подвала. Выставка-документация акции «Здесь был Вова» состоялась в ростовской галерее «Вата» 20 мая 2010 года в рамках программы первой Южно-российской биеннале современного искусства.
На 19 июня 2010 года группой «Мир» было объявлено о проведении в туалете акции «Работа над ошибками». Всем желающим предлагалось принести для исправления ошибок свои экземпляры каталога первой Южно-российской биеннале современного искусства. Акцию, перепутав всё и вся, проанонсировала даже «Комсомольская правда».
В июле 2010 года режиссёр Руфат Гасанов снял в Ростове-на-Дону и Таганроге документальный фильм «O, Sortie!» (рабочее название — «Подвал поэтов»), главным героем которого стал Туалет на Газетном. Этот фильм был признан жюри одним из самых оригинальных в конкурсной программе Международной летней киношколы ВГИКа. Также фильм участвовал в конкурсной программе 30 Международного фестиваля ВГИК, в конкурсной программе московского кинофестиваля «Святая Анна» (спецпрограмма «Обратите внимание») и в конкурсной программе Всероссийского кинофестиваля документального кино «Свидание с Россией». Работу над фильмом режиссёр начал после прочтения данной статьи в Википедии.
До осени 2010 года в помещении подвала — по соседству с баром «На Газетном» — продолжал работать общественный платный туалет. Стоимость посещения ставшего легендарным туалета — 10 рублей. Поскольку вход в бар «На Газетном» располагался между входами в женское и мужское отделения туалета, завсегдатаи в шутку называли этот бар «Межтуалетьем».
В октябре 2010 года общественный туалет был закрыт на ремонт, продолжавшийся длительное время. Как утверждали неофициальные источники, данный ремонт должен был плавно перетечь в реконструкцию, в ходе которой Туалет на Газетном прекратит своё существование.
21 апреля 2011 года на дверях мужского отделения Туалета на Газетном был обнаружен микростикер с призывом «Свободу Вэйвэю», что позднее было определено прессой как нанопротестное выступление в поддержку знаменитого художника Ай Вэйвэя, преследуемого властями Китая.
В январе 2012 года было объявлено, что городские власти намерены установить на доме, в котором находится туалет, мемориальную доску в честь пребывавшего некогда в «Подвале поэтов» Велемира Хлебникова.
В декабре 2014 года руководитель Ростовского регионального отделения Всероссийского общества охраны памятников истории и культуры Александр Кожин направил письмо в администрацию Ростова-на-Дону с просьбой организовать в подвале выставочную площадку. По его мнению, это место могло бы снова стать частью культурного пространства города.
С 2015 года к наглухо забитым дверям Туалета на Газетном гиды стали подводить группы экскурсантов, рассказывая о Туалете как о ростовской достопримечательности.
В октябре 2015 года градоначальник Ростова-на-Дону Сергей Горбань в ходе встречи с предпринимателями города отметил, что из Туалета на Газетном можно было бы сделать хорошее литературное кафе. Более того, в этом кафе, возможно, 25 января 2016 года будет проведён всероссийский творческий вечер поэтов, церемония награждения «лучших из лучших». Ремонт дома и туалета будет возложен на собственника или нового хозяина. Эскизный проект дизайна кафе подготовило ростовское брендинговое агентство «ЖМЕК-дизайн».
Проект по превращению туалета в литературное кафе вошёл в план городских властей по подготовке города к финалу 21-го чемпионата мира по футболу. Реставрацию здания и реконструкцию туалета наметили на лето 2016 года.
На апрель 2016 года Туалет на Газетном продолжал оставаться закрытым для посетителей. Стальные двери мужского и женского отделений закрыли фанерными щитами.
В апреле 2016 года редакция интернет-портала www.1rnd.ru выступила с оригинальной инициативой — разместить изображение Туалета на Газетном на готовящейся к выпуску 200-рублёвой купюре ЦБ РФ. По мнению журналистов, если бы дизайн купюры был бы посвящён Ростову-на-Дону, изображение Туалета на Газетном вполне могло бы символизировать этот город, равно как и Парамоновские склады, Нахичеванский рынок и знаменитый ростовчанин Дмитрий Дибров. Выпуск 200-рублёвой купюры планировался на конец 2017 года.
В начале 2017 года состоялись торги, в ходе которых муниципалитет избавился от помещений туалета, требующих дорогостоящего капитального ремонта. В торгах участвовал Дмитрий Дибров, предложивший за это помещение порядка четырёх с половиной миллионов рублей. Но эта сумма была перекрыта предложением другого ростовчанина, знатока и ценителя истории, хорошо известного в кругах ростовской общественности.
В октябре 2017 года стало известно, что владельцем подвального помещения в результате торгов стал руководитель археологического общества «Наследие», подполковник МВД в запасе Роман Ёлкин. В туалете на Газетном убрали мусор, заменили канализационные трубы, занялись перекладкой стен. для ремонта использовался старый кирпич. Всего на реставрацию туалета на Газетном планируется потратить порядка 10 млн рублей. Новый собственник планирует открыть в туалете на Газетном антикварный магазин и выставочную площадку. Первой выставкой на этой площадке Роман Ёлкин хотел бы устроить выставку товарищества «Искусство или смерть». Ремонтные работы в подвале продолжаются и в 2018 году.
В январе 2023 года на закрытой стеклянной двери бывшего женского отделения Туалета на Газетном были замечены пожелтевшие от солнца листочки с текстами Декрета и Манифеста ничевоков, явно висевшие там уже не один месяц. По мнению экспертов галереи ZHDANOV, данный весьма многозначительный микрожест явно был приурочен к 100-летию манифеста ничевоков «Да здравствует последний интернационал Дада мира». К слову, прародитель русского джаза Валентин Парнах называл дадаистов — «французские ничевоки».
По состоянию на январь 2023 года Туалет на Газетном ещё не открыт.

## Туалет на Газетном как достопримечательность
- В феврале 2011 года было объявлено об открытии ростовского туристического портала, на котором можно будет ознакомиться с главными ростовскими достопримечательностями, включая и Туалет на Газетном[92][93].
- В марте 2011 года сайт «1001 чудо света» назвал Туалет на Газетном самым знаменитым туалетом мира[94].
- Некоторые журналисты считают, что Туалет на Газетном «есть яркая достопримечательность, не посетить которую, будучи в этом городе, просто неприлично»[8][95].
- В 2012 году газетой «Ростов официальный» была высказана мысль «сделать ростовский общественный туалет на Газетном площадкой демонстрации не отхожего места как такового, а провокации в искусстве»[63][96][97].
- В 2012 году фотодизайнеры предлагали клиентам сделать фото для выпускного альбома в Туалете на Газетном: «Ещё одним уникальным местом, где можно сделать фото для выпускного альбома, является Туалет на Газетном — это известнейший общественный туалет в Ростове-на-Дону»[98].
- В 2014 году выставка «Провинциальный авангард», проведённая в Туалете на Газетном в 1988 году, вошла в топ «10 художественных выставок в самых неожиданных местах» по версии сайта www.novate.ru[99].
- В 2014 году туристический портал «Зелёный чемодан» назвал Туалет на Газетном «самой посещаемой достопримечательностью Ростова-на-Дону», несмотря на то, что сам туалет был закрыт c 2010 года[100].
- В 2015 году стало известно, что ростовская кинолаборатория «Код города» планирует съёмки документального фильма о Туалете на Газетном[69]. Режиссёром выступил Алексей Захарченко[69][101]. Этот фильм должен был войти в полнометражный фильм «Код города. Ростов-на-Дону»[69]. Позднее стало известно, что фильм Захарченко вылился в отдельный проект[78]. Сам же фильм «Код города. Ростов-на-Дону» вышел на экраны под названием «Напротив левого берега» и получил Гран-при как лучший документальный фильм на международном кинофестивале «Золотой абрикос»[102].
- В 2017 году журналисты интернет-портала «Панорама» накануне открытия чемпионата мира по футболу предложили, учитывая явный дефицит достопримечательностей Ростова, открыть для посетителей Туалет на Газетном[103].
- В 2021 году интернет-портал Meduza в связи с юбилеем Википедии опубликовал список самых необычных статей этого международного энциклопедического проекта[104]. В число этих самых необычных статей попала и статья «Туалет на Газетном»[104].

## Известные посетители подвала
- Бабель, Исаак Эммануилович (1894—1940) — российский писатель и драматург[80].
- Белозор, Максим Алексеевич (1963) — российский журналист, прозаик[105].
- Березарк, Илья Борисович (1897—1981) — российский литератор, журналист, театровед, участник литературной группы «Ничевоки»[18].
- Ваганов, Игорь Александрович (1959) — российский рок-журналист, художник, культуролог, продюсер[28].
- Вейсбрём, Павел Карлович (1899—1963) — российский советский режиссёр[106].
- Гасанов, Руфат Рауфович (1987) — азербайджанский кинорежиссёр[44][107].
- Гнесин, Михаил Фабианович (1883—1957) — российский композитор, педагог, музыкально-общественный деятель.
- Дурицкая, Наталья Ивановна (1960) — российская художница[39].
- Дюшан, Марсель (1887—1968) — французский и американский художник, теоретик искусства, стоявший у истоков дадаизма и сюрреализма[63].
- Кац, Мане Лейзерович (1894—1962) — российский и французский художник[18].
- Келешьян, Дмитрий Григорьевич — российский музыкант, композитор, аранжировщик, журналист. Основатель групп «Пекин Роу-Роу» (совм. с Сергеем Тимофеевым) и «Хуже, чем дети»[108].
- Кисляков, Александр Владленович (1954) — российский художник[109].
- Константинов, Николай Александрович (1961—2006) — российский художник и музыкант[109].
- Костомолоцкий, Александр Иосифович (1897—1971) — советский актёр[106].
- Кошляков, Валерий Николаевич (1962) — российский художник.
- Лисовский, Всеволод Эдуардович (1967) — телепродюсер, сценарист.
- Литвак, Анатолий Михайлович (1902—1974) — американский режиссёр, продюсер, сценарист, монтажёр.
- Мар, Сусанна Георгиевна (1900—1965) — российская поэтесса, переводчица[18].
- Медведев, Сергей Артурович (1960) — российский драматург, журналист.
- Надеждов, Аркадий Борисович — режиссёр спектакля по пьесе В. Хлебникова «Ошибка смерти», премьера которого состоялась в «Подвале поэтов»[18].
- Немиров, Мирослав Маратович (1961—2016) — российский поэт, прозаик, эссеист, деятель актуального искусства[110].
- Палайчев, Юрий Андреевич (1953) — российский художник.[111]
- Пилипенко, Галина Анатольевна (1961) — российская журналистка, главный редактор журнала «Ура Бум-Бум!».
- Рок, Рюрик Юрьевич (1898—1962) — российский поэт, лидер литературной группы «Ничевоки».
- Сапожников, Сергей Анатольевич (1984) — российский художник, фотограф, куратор[39].
- Сарьян, Мартирос Сергеевич (1880—1972) — армянский и советский живописец-пейзажист, график и театральный художник.
- Сигутин, Александр Васильевич (1959) — российский художник.[112]
- Слепченко, Василий Рудольфович (1962—1991) — российский художник[109].
- Стуканов, Леонид Александрович (1947—1998) — российский художник, педагог[109].
- Тер-Оганьян, Авдей Степанович (1961) — российский художник, основатель товарищества «Искусство или смерть», галереи в Трёхпрудном переулке, галереи «Вперёд!».
- Тимофеев, Сергей Анатольевич (1959—1993) — российский художник, поэт, музыкант, основатель группы Пекин Роу-Роу, главный художник Четвёртого канала Останкино[108].
- Хлебников, Велимир (1885—1922) — российский поэт и прозаик Серебряного века, видный деятель русского авангардного искусства.
- Черчилль, Клементина (1885—1977) — жена премьер-министра Великобритании Уинстона Черчилля[21][22].
- Шабельников, Юрий Леонидович (1959) — российский художник[109].
- Шварц, Евгений Львович (1896—1958) — российский советский писатель, драматург.
- Эрберг, Олег Ефимович (1898—1956) — русский поэт, переводчик, востоковед и сценарист.

## Факты
- «В туалете есть ещё две достопримечательности, кроме ТВ, авангарда и весёлой публики. Рабочий туалета в казачьей форме и защитного цвета фуражке, какие в станичных магазинах ещё продаются, суетится, что-то подметает, вытирает, бормочет. Причём это, кажется, у него не имидж, а образ жизни. Я видел его не раз в городе, в этом же наряде, с мелиховскими усами и чубом. В самом же туалете есть потайная дверца в каморку, где вот уже лет 30 живёт старик. Эх! Би-Бомж! Живёт себе человек и рад углу, хоть и с унитазом рядом»[14] — В. Посиделов, «Ура Бум-Бум!», 1988.
- В 2005 году газета «Аргументы и Факты на Дону» назвала Туалет на Газетном «первой ласточкой кооперации», а выставку в нём — «пионером разгулявшегося в следующие два года местного авангарда»[111].
- Туалет на Газетном упоминается в романе Владимира Лисицына «Возвращение мессира»[113].
- В 2010 году Туалет на Газетном фигурировал в одном из вопросов интернет-версии игры «Что? Где? Когда?» — «В начале прошлого века избранный на самую высокую должность Земного шара присутствовал на премьере своей пьесы в подвале, превратившемся к концу века в НЕГО. В 70-х годах прошлого века другой упомянул ЕГО, как свидетельство проникновения русских людей в любой уголок Земного шара. Я не прошу вас назвать ЕГО, назовите этих двоих».
- В двух шагах от туалета на Газетном, по Большой Садовой, между Газетным и Семашко, у магазина «Океан», с середины 1990-х до середины 2000-х днём обычно стоял или прохаживался поэт Александр Брунько, уже сильно страдающий алкоголизмом. Саша ждал, когда мимо пройдёт кто-нибудь из знакомых и даст ему денег на выпивку. И почти всегда это случалось. В какой-то момент друзья Брунько выказывали намерение построить ему «домик» на скамейке возле «Океана» — в виде сидящего Брунько, но только увеличенного, чтобы Саша мог там пережидать непогоду[114].
- Кассир Туалета на Газетном в интервью журналистам, интересующимся судьбой акции «Работа над ошибками» (группа «Мир», июнь 2010 г.), заявил: «Такого не может быть, чтобы здесь была выставка! Почему? Да не предрасположен этот туалет для выставочных дел!»[115][116]
- История Туалета на Газетном описывается в школьном сочинении[117], победившем в 2010 году в номинации «Эссе» на конкурсе творческих работ «О тебе, мой Ростов», проведённом администрацией Ростова-на-Дону[118].
- В октябре 2010 года один разгорячившийся журналист, критикуя французских искусствоведов за приглашение Авдея Тер-Оганьяна участвовать в выставке «Русский контрапункт» (Париж, Лувр, 2010), заявил в своей статье, что место работам Тер-Оганьяна не в Лувре, а в Туалете на Газетном[119].
- Астраханцы, «приревновав» Велимира Хлебникова к ростовскому Туалету на Газетном, утверждают, что в их туалете, который располагался в Астрахани на территории Александровского сада, ставшего позднее Братским садиком, Велимир Хлебников бывал «не один раз, как в Ростове-на-Дону, а довольно часто, и даже начертал на стене бессмертные строки»[120].
- В апреле 2011 года в газете «Московский комсомолец» проскользнула информация о том, что в помещении Туалета на Газетном могло быть открыто одно из новых заведений питания сети ресторанов «РИС»[121].
- В августе 2012 года эстафету Туалета на Газетном подхватили художники Ижевска: в единственном муниципальном туалете, расположенном рядом с Центральной площадью города у выставочного центра «Галерея», выставкой Сергея Орлова был открыт туалет-музей[122][123]. 30 сентября 2012 года в туалете-музее был проведён каллиграфический перформанс[124]. Экспозицию Орлова сначала сменила выставка Энвиля Касимова «Рукотворное»[125][126], а затем планировалась выставка Вячеслава Мизина[127].

## Фильмография
- 2010 — «O, Sortie!», док. фильм. Режиссёр Руфат Гасанов. Студия ВГИК[107][128].
- 2010 — «Synergos: 24», видеоарт. Автор Игорь Ваганов. Achtung Baby![128][129].

## Цитаты
- «Купеческий Ростов очень медленно осознавал факт исторической бесценности непрезентабельного и всячески замызганного общественного туалета на Газетном 46. Признав, возгордился и даже стал говорить об этом через глянцевые путеводители и краеведческие книжки. Не отдавая себе отчёта в феноменальной многогранности данного артефакта. Велемир Хлебников, Мартирос Сарьян, поэты-ничевоки, Евгений Шварц, Марсель Дюшан, Клементина Черчилль, Авдей Тер-Оганьян, Сергей Тимофеев, Леонид Стуканов, Наталья Дурицкая — с этой стороной сортирного бытия всё понятно. Речь о символе. Метафоре бессознательно руинированного палаццо. Трудно представить более выразительный символ упадка городской культуры, нежели „Подвал поэтов“, превращённый в нужник. И ведь совершенно непонятно, что с этим теперь городу делать. Превращать в музей? В выставочную площадку? Бред! Туалет в центре города есть элемент культуры, не менее важный, нежели музей или выставочный зал. Совмещать музей с сортиром в одном функциональном пространстве? Идея сильная, но психологически город к подобному радикализму явно не готов и в ближайшие годы вряд ли подготовится. Зато готовы художники. Наталья Дурицкая и Сергей Сапожников уже доказали это, проведя в туалете перформанс „Здесь был Вова“. Сам город же… Городу остаётся только культивировать данный миф, удобряя/унавоживая эту почву»[107] — И. Смирнов, 2010.
- «Уже почти десять лет 19 ноября отмечается Всемирный день туалетов. К праздничной дате специалисты публикуют рейтинги уборных, проводят семинары, кинопоказы. Одному из старейших отхожих мест современного Ростова не получить и две звезды у туалетных критиков. Однако ни одна другая уборная не может похвастаться столь насыщенным литературным прошлым»[130] — Е. Сапрыкина, 2010.
- «Я спросила у одного из известных „сортирных фигурантов“ Авдея Тер-Оганьяна, как он относится к этому сюжету <закрытие Туалета на Газетном в 2010 году>. Авдей сказал, что глупо закрывать туалет в центре города, где и так с туалетами х…во. И музей в этом дурацком подвале делать тоже глупо. Вообще не музейчики надо делать, а реально развивать в городе современное искусство»[131] — А. Бражкина, 2011.
- «На мой взгляд, там должен быть клуб, общепит. Что ж, на голодный желудок стихи там слушать? Хотя, конечно, основа — стихи, мне хотелось дать ростовским поэтам и музыкантам трибуну. Однако само помещение очень маленькое, там нет места для сцены. Над туалетом находится небольшой бар, и если объединить их, вышел бы неплохой центр — единое творческое пространство. Я уже докладывал министру культуры Владимиру Мединскому о том, что такая точка там может быть и что министерство культуры могло бы проводить там конкурсы поэтов»[132] — Дмитрий Дибров, 2018.

## Туалеты-побратимы
- Туалет-музей, Ижевск (с 2013 года)[1].